# STS-62
STS-62 var en flygning i det amerikanska rymdfärjeprogrammet med rymdfärjan Columbia. Den sköts upp från Pad 39B vid Kennedy Space Center i Florida den 4 mars 1994. Efter nästan fjorton dagar i omloppsbana runt jorden återinträdde rymdfärjan i jordens atmosfär och landade vid Kennedy Space Center.